# Galeus mincaronei
 Galeus mincaronei és una espècie de peix de la família dels esciliorrínids i de l'ordre dels carcariniformes.

## Morfologia
- Els mascles poden assolir 40,4 cm de longitud total.[5]

## Hàbitat
És un peix marí que viu fins als 430 m de fondària.

## Distribució geogràfica
Es troba al sud del Brasil.